# Los Twist
Los Twist é uma banda de rock argentino conhecida por suas extrovertidas e, muitas vezes, satíricas canções. Muitas das suas canções têm um som rockabilly, outras têm ska, rock and roll e twist.
A banda começou a tocar no início da década de 1980 como precursora da música "divertida" com letras humorísticas e melodias dançantes, sem com isso abandonar a seriedade das composições. Frente a uma maioria de grupos que cantavam canções de protesto, Los Twist surgiram como a novidade baseados na imprevisível criatividade da dupla Cipolatti-Melingo.
Com a produção de Charly García, lançaram La dicha en movimiento (1983), com Andrés Calamaro como tecladista convidado. Os sucessos foram "Pensé que se trataba de cieguitos", "Jugando hula-hula" e "Ritmo colocado", embora todos os temas do disco sejam clássicos o gênero.

## Discografia
- La dicha en movimiento (1983)
- Cachetazo al vicio (1984)
- La máquina del tiempo (1985)
- Cataratas musicales (1991)
- El álbum (1993)
- Con el 5 en la espalda (1994)
- Explosivo '96 (1996)
- Oro (2003)